# Acrotaeniostola extorris
Acrotaeniostola extorris es una especie de insecto del género Acrotaeniostola de la familia Tephritidae del orden Diptera.

## Historia
Hering la describió científicamente por primera vez en el año 1942.